# 演 JOY 歌う〜んと DOWN!!
『演 JOY 歌う～んとDOWN!』（えん ジョイ かう〜んどダウン）は、ぎふチャンラジオ（岐阜放送）で放送されていた歌謡曲ランキング番組。2009年3月29日で終了した。

## 概要
- 2006年3月までは、岐阜県岐阜市今小町の岐阜放送本社（旧社屋）内サテライトスタジオから番組の放送が行われていた。2006年4月の番組改編期より、同・美濃加茂市の日本昭和村にスタジオを移した。
- リクエスト電話・FAXは岐阜放送本社にて受け付けている。

## 放送時間
- （過去の放送時間）毎週日曜 12:00～15:30
- （現在の放送時間）毎週日曜 11:00～13:55
  - ニッポン放送のラジオ番組『中村こずえのみんなでニッポン日曜日!』の放送開始に伴い、現在の時間帯に移動した。
  - 公開生放送等の特番放送時は、13:00（あるいは13:30）までの放送となる。放送が3時間に及ぶ際には、同番組の放送は休止となる。

## 出演者
- 池戸陽平
- 篠崎友華里